# Evan Turner
Evan Marcel Turner (ur. 27 października 1988 w Chicago) – amerykański koszykarz, występujący na pozycji rzucającego obrońcy lub niskiego skrzydłowego, po zakończeniu kariery zawodniczej trener koszykarski.
Turner studiował na Ohio State University, gdzie grał w drużynie uczelnianej Ohio State Buckeyes. W 2010 wziął udział w drafcie i został w nim wybrany z 2. numerem przez Philadelphia 76ers.
Po odejściu z 76ers Andre Iguodali przed sezonem 2012/13 uzyskał stałe miejsce w pierwszym składzie.
20 lutego 2014, Turner, wraz z Lavoyem Allenem został wytransferowany do Indiana Pacers w zamian na Danny'ego Grangera i wybór w drugiej rundzie draftu. 29 września 2014 podpisał kontrakt z Boston Celtics.
6 lipca 2016 jako wolny agent podpisał kontrakt z Portland Trail Blazers.
Wraz z reprezentacją USA zdobył brązowy medal na Letniej Uniwersjadzie 2009.
24 czerwca 2019 trafił w wyniku wymiany do Atlanty Hawks w zamian za Kenta Bazemore'a.
5 lutego 2020 trafił w wyniku wymiany z udziałem czterech zespołów do Minnesoty Timberwolves.
Przed sezonem 2020/2021 objął stanowisko asystenta trenera zespołu Boston Celtics.

## Osiągnięcia

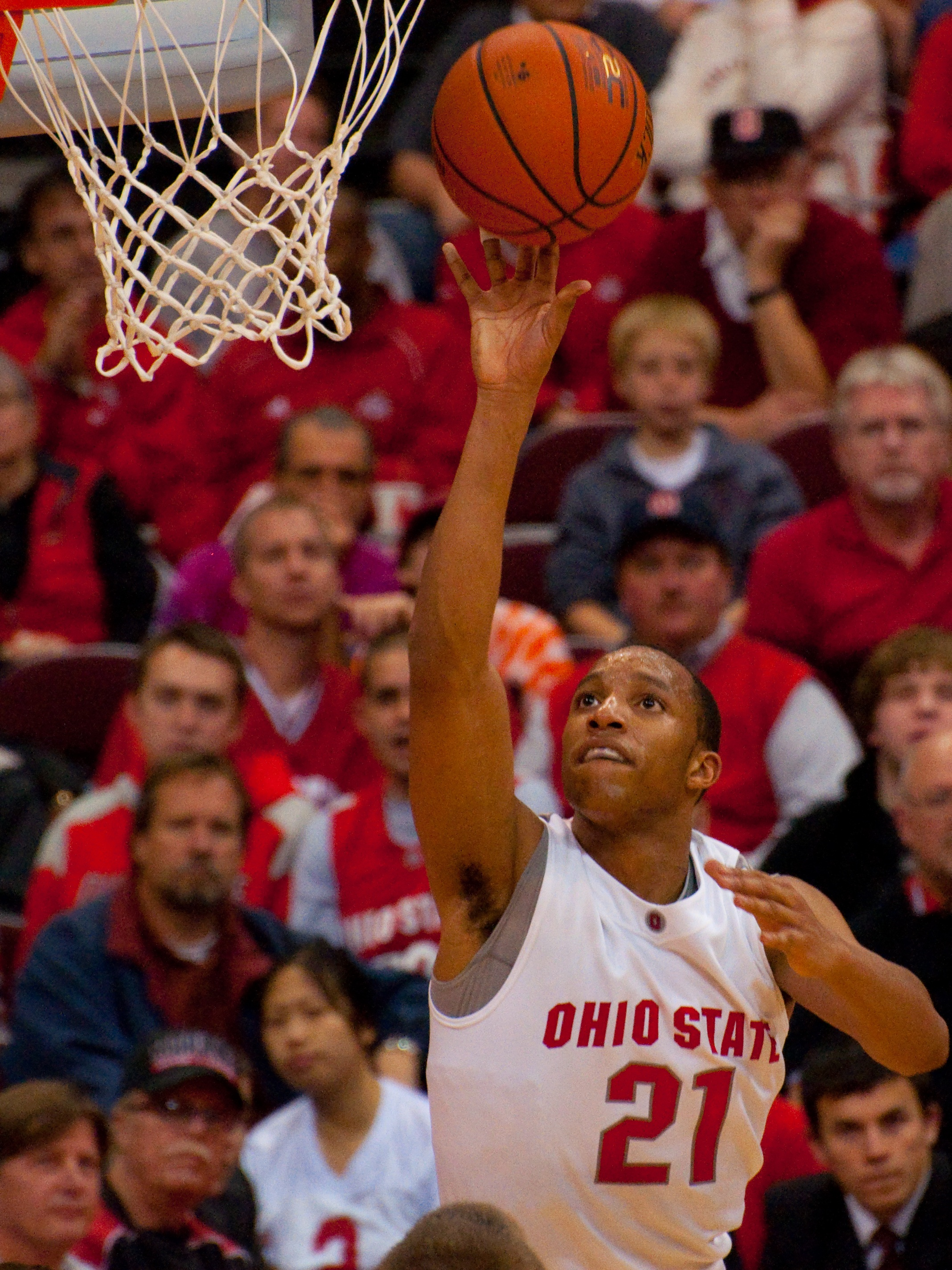
Turner (12 listopada 2009)

Na podstawie, o ile nie zaznaczono inaczej.
NCAA
- Uczestnik:
  - rozgrywek Sweet Sixteen turnieju NCAA (2010)
  - turnieju NCAA (2009, 2010)
- Mistrz:
  - turnieju konferencji Big Ten (2010)
  - sezonu regularnego Big Ten (2010)
- Koszykarz Roku:
  - NCAA:
    - im. Naismitha (2010)[12]
    - im. Woodena (2010)[13]
    - według:
      - Associated Press (AP – 2010)[14]
      - National Association of Basketball Coaches (NABC – 2010)[15]
      - United States Basketball Writers Association (USBWA – 2010)[16]
      - Sporting News (SN – 2010)[17]
      - Pat Forde/ESPN.com (2010)
      - FoxSports.com (2010)
      - Basketball Times (2010)

  - konferencji Big Ten (2010)[18]
- Sportowiec Roku Konferencji Big Ten – Big Ten Big Ten Jesse Owens Male Athlete of the Year (2010)
- Most Outstanding Player (MOP = MVP) turnieju konferencji Big Ten (2010)[19]
- Zaliczony do:
  - I składu:
    - All-American (2010)
    - Big Ten (2009, 2010)
    - turnieju konferencji Big Ten (2009, 2010)
    - Coaches vs. Classic All-Tournament Team (2010)
- Drużyna Ohio State Buckeyes zastrzegła należący do niego numer 21

NBA
- Uczestnik Rising Stars Challenge (2012)

Reprezentacja
- Brązowy medalista uniwersjady (2009)[6]

## Statystyki
Na podstawie.

### Sezon regularny
| Sezon   | Drużyna      | M   | S5  | MPG  | FG%   | 3P%   | FT%   | RPG | APG | SPG | BPG | PPG  |
| ------- | ------------ | --- | --- | ---- | ----- | ----- | ----- | --- | --- | --- | --- | ---- |
| 2010/11 | Philadelphia | 78  | 14  | 23,0 | 42,5% | 31,8% | 80,8% | 3,9 | 2,0 | 0,6 | 0,2 | 7,2  |
| 2011/12 | Philadelphia | 65  | 20  | 26,4 | 44,6% | 22,4% | 67,6% | 5,8 | 2,8 | 0,6 | 0,3 | 9,4  |
| 2012/13 | Philadelphia | 82  | 82  | 35,3 | 41,9% | 36,5% | 74,0% | 6,3 | 4,3 | 0,9 | 0,2 | 13,3 |
| 2013/14 | Philadelphia | 54  | 54  | 34,9 | 42,8% | 28,8% | 82,9% | 6,0 | 3,7 | 1,0 | 0,1 | 17,4 |
| 2013/14 | Indiana      | 27  | 2   | 21,1 | 41,1% | 50,0% | 70,6% | 3,2 | 2,4 | 0,4 | 0,1 | 7,1  |
| 2014/15 | Boston       | 82  | 57  | 27,6 | 42,9% | 27,7% | 75,2% | 5,1 | 5,5 | 1,0 | 0,2 | 9,5  |
| 2015/16 | Boston       | 81  | 12  | 28,0 | 45,6% | 24,1% | 82,7% | 4,9 | 4,4 | 1,0 | 0,3 | 10,5 |
| 2016/17 | Portland     | 65  | 12  | 25,5 | 42,6% | 26,3% | 82,5% | 3,8 | 3,2 | 0,8 | 0,4 | 9,0  |
| 2017/18 | Portland     | 79  | 40  | 25,7 | 44,7% | 31,8% | 85,0% | 3,1 | 2,2 | 0,6 | 0,4 | 8,2  |
| 2018/19 | Portland     | 73  | 2   | 22,0 | 46,0% | 21,2% | 70,8% | 4,5 | 3,9 | 0,5 | 0,2 | 6,8  |
| 2019/20 | Atlanta      | 19  | 0   | 13,2 | 37,3% | 0,0%  | 85,7% | 2,0 | 2,0 | 0,5 | 0,4 | 3,3  |
| Razem   |              | 705 | 295 | 26,9 | 43,4% | 29,4% | 78,2% | 4,6 | 3,5 | 0,8 | 0,3 | 9,7  |

### Play-offy
| Sezon | Drużyna      | M  | S5 | MPG  | FG%   | 3P%   | FT%   | RPG | APG | SPG | BPG | PPG  |
| ----- | ------------ | -- | -- | ---- | ----- | ----- | ----- | --- | --- | --- | --- | ---- |
| 2011  | Philadelphia | 5  | 0  | 19,4 | 44,7% | 80,0% | 100%  | 4,6 | 0,8 | 0,6 | 0,2 | 8,0  |
| 2012  | Philadelphia | 13 | 12 | 34,5 | 36,4% | 0,0%  | 68,8% | 7,5 | 2,5 | 0,9 | 0,5 | 11,2 |
| 2014  | Indiana      | 12 | 0  | 12,4 | 42,9% | 57,1% | 100%  | 2,2 | 1,6 | 0,3 | 0,0 | 3,3  |
| 2015  | Boston       | 4  | 4  | 29,5 | 36,4% | 50,0% | 88,9% | 7,3 | 4,8 | 0,8 | 0,0 | 10,5 |
| 2016  | Boston       | 6  | 4  | 35,7 | 36,5% | 21,4% | 77,8% | 5,7 | 4,5 | 1,3 | 1,0 | 13,2 |
| 2017  | Portland     | 4  | 4  | 31,0 | 36,4% | 33,3% | 75,0% | 5,8 | 3,8 | 1,8 | 0,5 | 10,3 |
| 2018  | Portland     | 3  | 3  | 29,0 | 36,4% | 28,6% | 100%  | 4,0 | 3,3 | 1,0 | 0,3 | 9,3  |
| 2019  | Portland     | 16 | 0  | 15,3 | 32,6% | 100%  | 80,0% | 4,5 | 2,2 | 0,2 | 0,2 | 2,7  |
| Razem |              | 63 | 27 | 23,5 | 37,2% | 35,6% | 76,5% | 5,0 | 2,6 | 0,7 | 0,3 | 7,3  |